# Stanisław Drzewiecki
Pour les articles homonymes, voir Drzewiecki.
Stanisław Drzewiecki est un pianiste polonais né à Moscou le 15 juillet 1987.
Lauréat du Grand Prix de l'Eurovision en 1999 à Alicante et du 10e Grand prix Eurovision des jeunes musiciens en 2000 à Bergen, il s'est notamment produit à New York, au Carnegie Hall, en 2003. Mais ce jeune instrumentiste polyglotte, qui a un répertoire déjà très étendu, poursuit actuellement sa carrière de niveau international en donnant des concerts en Asie, et plus particulièrement au Japon.
Dès l'âge de dix ans, il a enregistré un premier CD (Concertos pour piano de Mozart et Beethoven). L'un de ses plus récents enregistrements est consacré notamment à un concerto de Chopin, avec l'Orchestre symphonique de Varsovie.